# حقوق المريضات الحوامل
تشير حقوق الحمل إلى حقوق السيدات الحوامل فيما يتعلق بالحصول على الرعاية الطبية والقرارات التي يمكنهن اتخاذها قبل وأثناء فترة الحمل. وهناك عديد من النقاشات حول حقوق الحمل، وتتمثل في ما إذا كانت علاجات الخصوبة تعد بمثابة «حق» أم لا، وما إذا كان استخدام الأم البديلة بتأجير الرحم أمرًا صحيحًا أم لا; ويصل الأمر إلى حقوق الأمهات. وبالنسبة للمرأة، هناك العديد من التحديات أكثر من مجرد القرارات الأساسية التي تحيط بالحمل حيث تختلف إجازات الولادة والوقت المخصص لهذه الإجازات من شركة إلى أخرى .
وقد اجتمع المؤتمر الدولي للسكان والتنمية (ICPD) في القاهرة في سبتمبر من عام 1994 للمناقشة والوصول إلى رأي بالإجماع حول السكان والتنمية خلال العشرين عامًا القادمة. ومن بين الأهداف الأخرى إتاحة الخدمات التعليمية والطبية للنساء أثناء حملهن، وعندما يحين الوقت يجب إتاحة خيارات الولادة لهن. ومن بين الأمور التي دائمًا ما تحوز على الاهتمام والرعاية في فترة النفاس، حيث يرى الناس أن أصعب الأوقات هو وقت الولادة، إلا أنه توجد العديد من الأمور الإضافية بمجرد ولادة الطفل وقدومه إلى هذا العالم. وتعد المضاعفات التي يمكن أن تحدث قبل أو أثناء أو بعد الولادة هامة كذلك في كل عمليات الولادة، وقد تحدث المؤتمر الدولي للسكان والتنمية عن توفير الدعم لكل النساء. لا تكون حقوق الحمل في مختلف أرجاء العالم هي ذاتها في كل مكان ، إلا أن المؤتمر الدولي للسكان والتنمية يهدف إلى الحد من التمييز أثناء الحمل وإتاحة كل حقوق الحوامل للجميع.
وغالبًا ما يعاني فريق التمريض والمرضى من مشكلات بسبب اختلاف آرائهم حيال ما يجب القيام به أثناء إنهاء الرعاية المتعلقة بالولادة أو ما قبلها أو بعدها. وكما يقول كين عام 2009 «ينص قانون NMC للسلوك الاحترافي على ما يلي: يجب أن يتم وضع رعاية الأشخاص في مقدمة الاهتمامات» مما يعني أن آراء فريق التمريض يجب أن يحتفظوا به لأنفسهم حتى لا تؤثر تلك الآراء على قرارات المرضى.

## حقوق المرأة الحامل
حقوق المرأة الحامل تتمثل في مجموعة من الحقوق والحمايات المعترف بها والتي تنص عليها القوانين واللوائح الوطنية والتشريعات الدولية. إليك بعض حقوق المرأة الحامل في :
1. حق الوصول إلى الرعاية الصحية: المرأة الحامل لها الحق في الحصول على الرعاية الصحية اللازمة أثناء فترة الحمل. هذا يشمل فحوصات دورية والمشورة حول التغذية والصحة الجنينية.
2. حق الخصوصية والسرية: المعلومات الطبية الخاصة بالمرأة الحامل يجب أن تحترم السرية والخصوصية، ويجب أن تكون آمنة من أي تسريب.
3. حق الإجازة الأمومية: المرأة الحامل لها الحق في الحصول على إجازة أمومية مدفوعة تتيح لها الراحة والاهتمام برعاية الرضع.
4. حق عدم التمييز: يجب عدم التمييز ضد المرأة الحامل بسبب حالتها الجسدية، سواء في مجال العمل أو في الحياة اليومية.
5. حق الحماية من العمل الضار: المرأة الحامل يجب أن تحمى من الأعمال التي يمكن أن تكون ضارة بصحتها وصحة الجنين.
6. حق الإجازة للرضاعة: المرأة العاملة لديها الحق في إجازة للرضاعة للعناية برضيعها.
7. حق الاختيار : المرأة الحامل لديها الحق في اتخاذ القرارات المتعلقة بحملها، بما في ذلك قرار إكمال الحمل أو إنهائه.
8. عدم إقامت التجارب الطبية عليهم التي قد تشكل خطرا على صحتهن أوعلى أجنتهن

يجب مراعاة أن الاحترام وتطبيق هذه الحقوق يمكن أن يختلف من حالة إلى أخرى وقد يعتمد على السياق الاجتماعي والقانوني. تشمل هذه الحقوق حماية الحمل والأمومة وتعزيز صحة المرأة وصحة الجنين.

## حقوق الحوامل وأزواجهن في مكان العمل
يحق للنساء الحوامل وأزواجهن التغيب عن عملهم في ظل ظروف معينة. بالإضافة إلى ذلك ، هناك قيود على تشغيل العاملة الحامل في مكان قريب من مصدر الحرارة أو المواد الخطرة أو الإشعاع ، وهناك أيضا قيود على العمل ساعات عمل إضافية وفي ساعات الليل وفي الراحة الأسبوعية

## حقوق المرأة الحامل في أستراليا
حقوق السيدات الحوامل في أستراليا هي نفس حقوق أي شخص من المجتمع. وعلى الرغم من ذلك لديهم بعض الحقوق الإضافية في مجال القوى العاملة.

### حقوق السيدات الحوامل في مجال القوى العاملة
تبعا لقانون العمل العادل لعام 2009 فإن السيدات الحوامل لديهم نفس الحق في الحصول على إجازة مرضية مثل الاَخرين حيث أن الحمل لا يتم تصنيفه كمرض, وعلى الرغم من ذلك يمكن للمرأة الحامل أن تقوم بأخذ إجازة غير مدفوعة الأجر (إجازة لأسباب خاصة بالحمل). ويمكن لها أخذ هذه الإجازة إذا تعرضت لأمراض متعلقة بالحمل أو إنتهاء الحمل في أي وقت بعد الثلاثة شهور الأولى بسبب الإجهاض أو ولادة غير مكتملة .
وظيفة آمنة: يمكن للمرأة الحامل أن تقوم بتغيير وظيفتها إلى وظيفة أكثر أمانا أثناء الحمل إذا كانت وظيفتها الأصلية خطيرة عليها أو على الجنين وهو ما يسمى بالوظائف الآمنة .
وفي هذه الحالة ينبغى عليها أن تقدم دليل على أنها مازالت تستطيع القيام بالعمل ولكن ليس بإمكانها القيام بالمهام الأصلية ; وطول المدة التي لا تستطيع بها تأذية المهام الأصلية تحتاج إلى إثبات ذلك بشهادة طبية, وفي الحالات التي لا يمكن توفير عمل أكثر أماناً للسيدات الحوامل يمكن لها أخذ (إجازة عمل غير اَمن).
ويمكن للسيدات الحوامل الموظفين أخذ إجازة مدفوعة إذا أثبتوا حصول الزوج على إجازة غير مدفوعة وإذا لم يثبتوا ذلك تصبح الإجازة غير مدفوعة.
التمييز: إن التمييز في القوى العاملة ضد السيدات الحوامل غيرقانوني، وهذا يعنى أنه لا يمكن طردها أو تخفيض أو فقد ساعات العمل أو التعامل بصورة مختلفة بسبب الحمل.

## إنهاء الحمل
إن قوانين إنهاء الحمل في أستراليا تختلف من ولاية إلى أخرى. في غرب أستراليا يعتبر إنهاء الحمل قانوني حتى الأسبوع العشرين من الحمل.
ويمكن إنهاء الحمل بعد الأسبوع العشرين عندما يرى إثنين من ستة أطباء استشاريين أن إستمرار الحمل سوف يؤدي إلى حالة طبية خطيرة للأم أو الجنين إذا استمر أكثر من ذلك.

## الإسلام و حقوق الإجهاض
في الفقه الإسلامي، الإجهاض ينظر إليه عمومًا على أنه حرام ما لم يكن هناك خطر على حياة الأم. ومع ذلك، هناك اختلاف في الآراء بين العلماء الدينيين حول الظروف التي يمكن فيها النظر في الإجهاض على أنه جائز. بعض العلماء يرون أن الإجهاض يجوز إذا كان هناك خطر على صحة الأم، أو إذا كان الحمل ناتجًا عن اغتصاب أو إذا تبين أن الجنين يعاني من تشوهات خطيرة. ومع ذلك، هناك توافق عام بين العلماء على أن الإجهاض لأسباب غير ضرورية أو لأسباب مادية أو اجتماعية ليس جائزًا.
تعد الفتاوى والقرارات الشرعية فيما يتعلق بالإجهاض قضية حساسة وتعتمد على السياق والظروف الفردية والمحيطة. بعض البلدان تسمح بالإجهاض في حالات معينة بموجب القوانين المدنية والطبية التي تنظمها الدولة. .

## التطعيم
من حق المرأة أثناء فترة الحمل الحصول على لقاح التطعيم ضد الإنفلونزا واللقاح الثلاثى (ضد الخناق والسعال الديكى والكزاز).
وعلى الرغم من أن كلا التطعيمين يوصى بهم إلا أن للمرأة الحامل الحق في الاختيار إما أخذهم أو لا.